# Nyctixalus spinosus
Nyctixalus spinosum es una especie de anfibio anuro de la familia Rhacophoridae endémica de las Filipinas (Mindanao, Leyte, Bohol y Basilán).
Esta especie se encuentra en peligro de extinción por la pérdida de su hábitat natural.